# 폴리네이터 가든

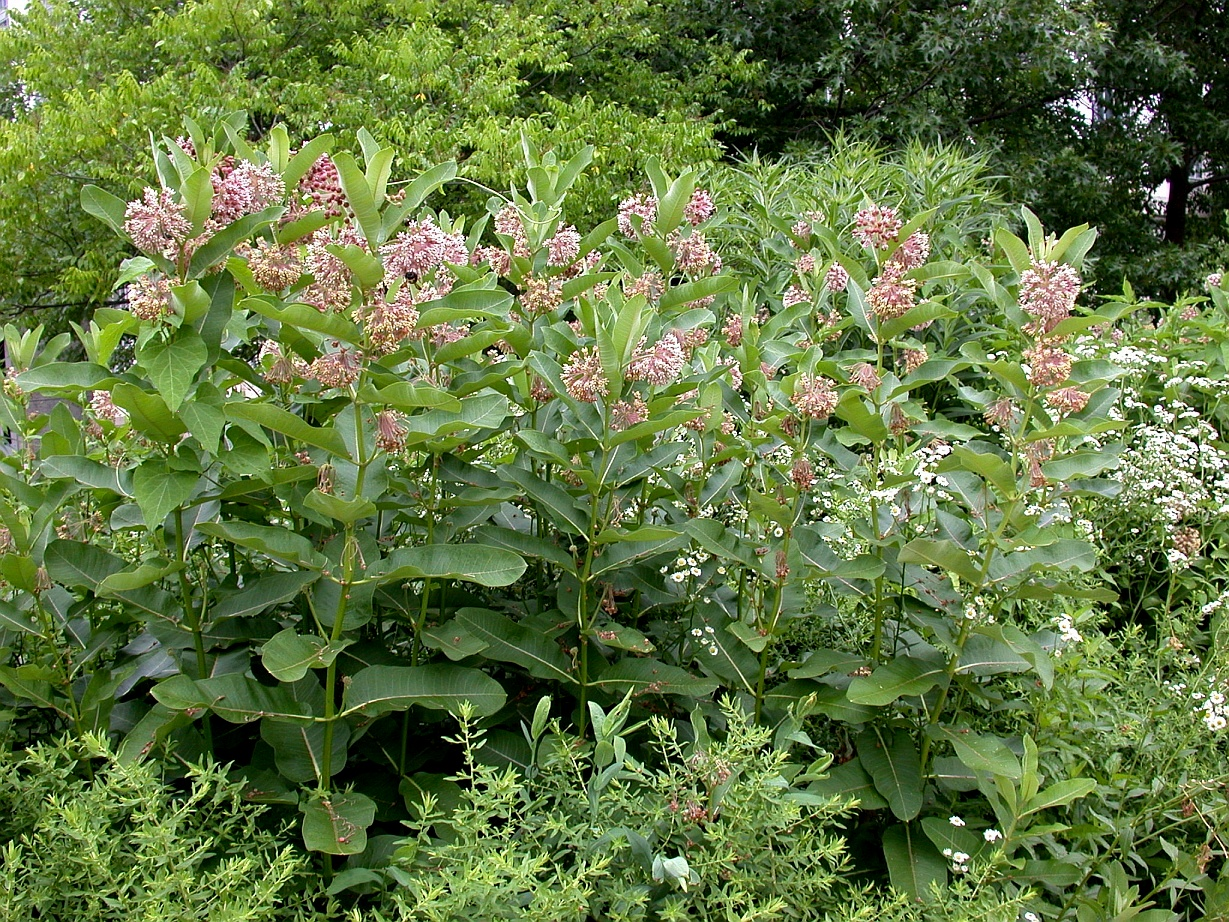
스미스소니언 협회의 밀크위드

폴리네이터 가든(pollinator garden)은 꽃가루 매개자로 알려진 수분 곤충을 유인하는 방식으로 특정 꽃꿀과 꽃가루 생성 식물을 재배할 목적으로 설계된 정원 유형이다. 꽃가루 매개자는 인간이 소비하는 음식 세 입 중 하나를 생산하는 데 도움을 주며, 폴리네이터 가든은 이러한 종에 대한 지원을 제공하는 방법이다. 정원이 폴리네이터 가든으로 간주되려면 다양한 꿀을 생산하는 꽃, 꽃가루 매개자를 위한 보호소 또는 보호소 제공 식물을 제공해야 하며 살충제 사용을 피해야 한다.

## 같이 보기
- 조경